# معتز موسى
معتز موسى رئيس مجلس وزراء السودان الأسبق سياسي واقتصادي سوداني.

## السيرة الذاتية
من مواليد مدينة الحصاحيصا بولاية الجزيرة في العام 1967م، رئيس مجلس وزراء السودان الأسبق عينه الرئيس البشير وجمع بين رئاسة مجلس الوزراء ووزارة المالية، بعد اعتذار الخبير الاقتصادي عبد الله حمدوك قبول المنصب، حيث بعث الأخير باعتذاره عن المهمة مع تأكيده الاستعداد للمساهمة بخبرته في معالجة الأزمة الاقتصادية حسبما ذكرت وكالة السودان للأنباء
- تخرج من كلية الدراسات الاقتصادية والاجتماعية بجامعة الخرطوم في العام 1989 م .

- حاصل على درجة الماجستير في الدراسات الإستراتيجية.

- حاصل على درجة الماجستير في العلوم السياسية.

- حاصل على درجة الماجستير والدبلوم العالي في الترجمة بجامعة الخرطوم.

الجهات التي عمل بها:
- مدير المركز القومي للإنتاج الإعلامي 1990 – 1992

- دبلوماسياً برئاسة وزارة الخارجية 1992 – 1994

- دبلوماسياً “قنصل” بسفارة السودان في بعض جمهورية ألمانيا الاتحادية 1994- 1998

- مديراً للإدارة العامة للإعلام والمعلومات ثم الإدارة العامة للتمويل ثم الإدارة العامة للمشروعات بوحدة تنفيذ السدود 1998 - 2013

- وزيراً للموارد المائية والكهرباء ديسمبر 2013 - 2018

- بجانب ذلك كان هو المسؤول الأول عن مفاوضات ملف سد النهضة في السودان وشهدت فترته في إدارة الملف نجاحاً ملحوظاً بالنسبة للسودان.[3]